# Discografia de Lucas Lucco
A discografia de Lucas Lucco, um cantor e compositor brasileiro, consiste em quatro álbuns de estúdio, três álbuns ao vivo, dois EPs, quatorze singles e nove videoclipes.

## Álbuns

### Álbuns de estúdio
| Ano  | Detalhes do álbum                                                                                                 |
| ---- | --- |
| 2013 | Nem Te Conto - Lançamento: 17 de dezembro de 2013 - Gravadora: Damasceno Music - Formato(s): CD, download digital |
| 2014 | Tá Diferente - Lançamento: 14 de janeiro de 2014 - Gravadora: Sony Music - Formato(s): CD, download digital       |
| 2015 | Adivinha - Lançamento: 27 de novembro de 2015 - Gravadora: Sony Music - Formato(s): CD, download digital          |
| 2020 | #Em Casa - Lançamento: 15 de maio de 2020 - Gravadora: Sony Music - Formato(s): CD, download digital              |

### Álbum ao vivo
| Ano  | Detalhes do álbum                                                                                            | Certificações     | Vendas                         |
| ---- | --- | ----------------- | ------------------------------ |
| 2014 | O Destino - Lançamento: 22 de julho de 2014 - Gravadora: Sony Music - Formato(s): CD, DVD, download digital  | - PMB: 2× Platina | - Vendas certificadas: 160,000 |
| 2018 | A Origem - Lançamento: 19 de outubro de 2018 - Gravadora: Sony Music - Formato(s): CD, DVD, download digital | - PMB: Ouro       | - Vendas certificadas: 40,000  |
| 2022 | Rolê Diferenciado (Ao Vivo) - Lançamento: 2022 - Gravadora: ONErpm - Formato(s): download digital            | - PMB: Ouro       | - Vendas certificadas: 40,000  |

### Extended plays(EPs)
| Ano  | Detalhes do álbum |
| ---- | --- |
| 2017 | Ensaios Lucas Lucco - Lançamento: 24 de março de 2017 - Gravadora: Sony Music - Formato(s): EP, download digital                   |
| 2018 | Lucas Lucco de Boa na Lagoa (Ao Vivo) - Lançamento: 27 de abril de 2018 - Gravadora: Sony Music - Formato(s): EP, download digital |
| 2019 | De Bar em Bar - Lançamento: 18 de outubro de 2019 - Gravadora: Sony Music - Formato(s): EP, download digital                       |

## Singles
| Ano  | Título                                    | Melhores posições atingidas | Certificações  | Álbum                         |
| Ano  | Título                                    | BRA                         | Certificações  | Álbum                         |
| ---- | ----------------------------------------- | --------------------------- | -------------- | ----------------------------- |
| 2012 | "Princesinha" (feat. Mr. Catra)           | —                           |                | Nem Te Conto                  |
| 2013 | "Pra Te Fazer Lembrar"                    | 10                          |                | Nem Te Conto                  |
| 2014 | "Mozão"                                   | 2                           |                | Tá Diferente                  |
| 2014 | "11 Vidas"                                | 10                          |                | O Destino - Ao Vivo           |
| 2014 | "Destino"                                 | 2                           |                | O Destino - Ao Vivo           |
| 2015 | "Vai Vendo"                               | 6                           |                | O Destino - Ao Vivo           |
| 2015 | "Quando Deus Quer"                        | 2                           |                | Adivinha                      |
| 2016 | "Batom Vermelho"                          | 4                           |                | Adivinha                      |
| 2016 | "Só Não Deixa Eu Tomar Birra"             | 1                           |                | Não adicionado a nenhum álbum |
| 2017 | "Fé no Pai"                               | 16                          |                | #Ensaios Lucas Lucco - EP     |
| 2017 | "Permanecer" (feat. MC G15)               | 42                          |                | Não adicionado a nenhum álbum |
| 2018 | "Paraíso" (com Pabllo Vittar)             | —                           |                | Não adicionado a nenhum álbum |
| 2018 | "Posto 24h" (feat. Wesley Safadão)        | 8                           |                | A Origem                      |
| 2019 | "Aham"                                    | 14                          |                | A Origem                      |
| 2019 | "Motivo Pra Agradecer"                    | —                           |                | Não adicionado a nenhum álbum |
| 2019 | "Sumiu do Mapa"                           | 32                          |                | De Bar em Bar                 |
| 2021 | "Amor de Fone" (feat. Guilherme & Benuto) | 8                           | - PMB: Platina | Não adicionado a nenhum álbum |

### Outras canções nas paradas
| Ano  | Título           | Posições | Álbum        |
| ---- | ---------------- | -------- | ------------ |
| 2014 | "Saudade Idiota" | 30       | Tá Diferente |
| 2014 | "Coisa e Tal"    | 87       | Tá Diferente |

## Vídeos musicais
| Ano  | Título                        | Diretor                                              | Notas                                       |
| ---- | ----------------------------- | ---------------------------------------------------- | ------------------------------------------- |
| 2013 | "Ninguém Podia Prever"        | Willi, Lucas Lucco, Diogo V. e Matheus M. (Produção) | Vídeo em homenagem à Chorão                 |
| 2013 | "Princesinha"                 | Alex Batista                                         | -                                           |
| 2013 | "Pra te Fazer Lembrar"        | Alex Batista                                         | -                                           |
| 2013 | "11 Vidas"                    | Alex Batista                                         | -                                           |
| 2014 | "Mozão"                       | Alex Batista e Lucas Lucco                           | -                                           |
| 2014 | "Destino"                     | Alex Batista e Lucas Lucco                           | -                                           |
| 2014 | "Vai Vendo"                   | Alex Batista e Lucas Lucco                           | -                                           |
| 2015 | "Quando Deus Quer"            | Alex Batista e Lucas Lucco                           | -                                           |
| 2016 | "Tranquilo e Favorável"       | Fred Siqueira e Lucas Lucco                          | Em parceria com MC Bin Laden                |
| 2016 | "Só Não Deixa Eu Tomar Birra" | Fred Siqueira e Lucas Lucco                          | -                                           |
| 2016 | "Sempre Juntos"               | -                                                    | Video promocional do canal Brahma Sertanejo |
| 2016 | "De Buenas"                   | Willibaldo Neto                                      | -                                           |
| 2017 | "Tô Fazendo Amor"             | Willibaldo Neto                                      | Em parceria com Jorge e Mateus              |
| 2017 | "Tic Tac"                     | Yuri Martins e Willibaldo                            | Em parceria com MC Lan                      |
| 2017 | "Permanecer"                  | Fred Siqueira e Lucas Lucco                          | Em parceria com MC G15                      |
| 2017 | "After Particular"            | Fred Siqueira e Lucas Lucco                          | Em parceria com All-Star Brasil e Pollo     |
| 2018 | "Paraíso"                     | Os Primos                                            | Em parceria com Pabllo Vittar               |
| 2019 | "Aham"                        | Fred Siqueira                                        | Ao Vivo em Portugal                         |
| 2019 | "Motivo Pra Agradecer"        | -                                                    | -                                           |
| 2020 | "Saudade"                     | Fred Siqueira                                        | -                                           |

## Participações especiais

### Vídeos musicais
| Ano  | Título               | Diretor                                        | Notas                                                                 |
| ---- | -------------------- | ---------------------------------------------- | --------------------------------------------------------------------- |
| 2015 | "Proposta Indecente" | Alex Batista                                   | Participação em clipe da banda Cheiro de Amor                         |
| 2015 | "Amo Até No Céu"     | Flaney Gonzallez (Edição de imagens)           | Participação em clipe de Gabriel Gava em homenagem a Cristiano Araújo |
| 2015 | "Se Produz"          | Lucas Lucco                                    | Participação em clipe de Dennis DJ                                    |
| 2015 | "O Amor Tá Aí"       | Daniel Romão, Laércio da Costa e André Abootre | Participação em clipe de Neymar Jr. em prol do Instituto Neymar Jr.   |
| 2016 | "Quebra Cabeça"      | Fred Siqueira & Lucas Lucco                    | Participação em clipe de Hungria Hip-Hop                              |
| 2017 | "Só Por Hoje"        | Fred Siqueira e Bruno Veronezi                 | Participação em clipe de 1Kilo                                        |
| 2018 | "Sempre Nessa"       | -                                              | Participação em clipe de Eltin                                        |
| 2018 | "Por Onde Você Anda" | -                                              | Participação em webclipe não comercial de Detonautas Roque Clube      |
| 2018 | "Remexendo"          | Kaique Alves                                   | Participação em clipe de MC Gustta para o Canal KondZilla             |
| 2018 | "Por Onde Você Anda" | Fred Siqueira e Lucas Lucco                    | Participação em clipe comercial de Detonautas Roque Clube             |
| 2018 | "Bagaceira"          | Francisco Bernardoni                           | Participação em clipe de Dan Lellis                                   |
| 2018 | "Deixa Que Eu Vou"   | -                                              | Participação em clipe de Mickael Carreira                             |
| 2019 | "500 Metros"         | Anselmo Troncoso                               | Participação em clipe de Paula Mattos                                 |
| 2019 | "Se Deus Quiser"     | Filipe Borba                                   | Participação em clipe de Adonai                                       |
| 2019 | "Open Prazer"        | Yago Boufleuer                                 | Participação em clipe de Gustavo Toledo & Gabriel                     |
| 2020 | "Fogo"               | Felp22                                         | Participação em clipe de Felp22                                       |

### Com Convidados
| Ano  | Título                                          | Álbum                            |
| ---- | ----------------------------------------------- | -------------------------------- |
| 2012 | "Previsões" (part. Israel & Rodolffo)           | Nem Te Conto                     |
| 2012 | "Princesinha" (part. Mr. Catra)                 | Nem Te Conto                     |
| 2014 | "Toda Toda" (part. Pikeno & Menor)              | Tá Diferente                     |
| 2014 | "Beijar à Queima-Roupa" (part. Anitta)          | Tá Diferente                     |
| 2014 | "Sua Linda" (part. Wesley Safadão)              | Tá Diferente (Exclusiva Digital) |
| 2014 | "Foi Daquele Jeito" (part. Fernando & Sorocaba) | O Destino - Ao Vivo              |
| 2014 | "Beijar à Queima-Roupa" (part. Anitta)          | O Destino - Ao Vivo              |
| 2014 | "Princesinha" (part. Maluma)                    | O Destino - Ao Vivo              |

### Como Convidado
| Ano  | Título                                                                                             | Álbum                                  |
| ---- | -------------------------------------------------------------------------------------------------- | -------------------------------------- |
| 2012 | "Tá Louca" (Lucas & Diogo part. Lucas Lucco)                                                       | Ao Vivo na Villa Mix Goiânia           |
| 2012 | "Conquistador Malandro" (Felipe e Matheus part. Lucas Lucco)                                       | A Lógica do Amor                       |
| 2012 | "Pega Pega" (Leandro Moreira part. Lucas Lucco)                                                    | Single Promocional                     |
| 2013 | "Será Que Vai Rolar" (Kaio e Bruninho part. Lucas Lucco)                                           | Arrocha Que Ela Gosta                  |
| 2013 | "Quero Que Você Vá Se" (Flávio Corél part. Lucas Lucco)                                            | Namora Bobo                            |
| 2013 | "Falou Paizão" (Matheus Costa part. Lucas Lucco)                                                   | Single Promocional                     |
| 2013 | "Rota de Fuga" (Erick Montteiro part. Lucas Lucco)                                                 | 15 Mil por Mês                         |
| 2013 | "Piscadinha Fatal" (Gustavo Solari part. Lucas Lucco)                                              | Single Promocional                     |
| 2013 | "Sua Linda" (Denner Ferrari part. Lucas Lucco)                                                     | Magia (Ao Vivo)                        |
| 2013 | "100% Louco" (Thaeme & Thiago part. Lucas Lucco)                                                   | Single Promocional (Sem Álbum)         |
| 2013 | "Cada Um Com Seus Problemas" (Thiago Brava part. Lucas Lucco)                                      | Ao Vivo em Goiânia                     |
| 2013 | "Vou Me Vingar de Você" (Israel & Rodolffo part. Lucas Lucco)                                      | Imprevisível                           |
| 2014 | "Moleque Danado" (Oba Oba Samba House part. Lucas Lucco)                                           | Ao Vivo no Rio                         |
| 2014 | "Xing Ling" (Fernando & Sorocaba part. Lucas Lucco)                                                | Sinta Essa Experiência                 |
| 2014 | "Mulher Não Trai" (Léo Magalhães part. Lucas Lucco)                                                | 10 Anos Ao Vivo em Goiânia             |
| 2014 | "Cê Gama" (Thaeme & Thiago part. Lucas Lucco)                                                      | Novos Tempos - Ao Vivo                 |
| 2014 | "Zamiga Do Terror" (Téo & Edu part. Lucas Lucco)                                                   | Téo e Edu (CD 2014)                    |
| 2014 | "Llanto Agradecido" (Ricardo Montaner part. Lucas Lucco)                                           | Single Promocional                     |
| 2014 | "Pegador" (Gasparzinho part. Lucas Lucco)                                                          | Single Promocional                     |
| 2015 | "Do Meu Jeito" (Iago Junqueira part. Lucas Lucco)                                                  | Single Promocional                     |
| 2015 | "Vida Mais Ou Menos" (Banda Luxúria part. Lucas Lucco)                                             | Single Promocional                     |
| 2015 | "Stand By" (Tierry part. Lucas Lucco)                                                              | Na Farra ou Na Sofrência               |
| 2015 | "Paz" (Lu & Robertinho part. Lucas Lucco)                                                          | Lu e Robertinho - Ao Vivo              |
| 2015 | "Dias de Luta, Dias de Glória" (Henrique & Juliano part. Lucas Lucco)                              | Single Promocional                     |
| 2015 | "Primeiros Erros" (Fresno part. Lucas Lucco, Henrique & Diego e Thiaguinho                         | Multishow - Música Boa Ao Vivo         |
| 2015 | "Mozão" versão pop rock com citação de "Open Your Eyes", do Snow Patrol (Fresno part. Lucas Lucco) | Multishow - Música Boa Ao Vivo         |
| 2015 | "Será" (Fresno part. Lucas Lucco e Henrique & Diego)                                               | Multishow - Música Boa Ao Vivo         |
| 2015 | "Toda Toda" (Thiaguinho part. Lucas Lucco)                                                         | Multishow - Música Boa Ao Vivo         |
| 2015 | "Suíte 14" (Henrique & Diego part. Lucas Lucco)                                                    | Multishow - Música Boa Ao Vivo         |
| 2015 | "Amor Pra Recomeçar" (Fresno part. Lucas Lucco, Henrique & Diego e Thiaguinho                      | Multishow - Música Boa Ao Vivo         |
| 2015 | "Meu Erro" (Fresno part. Lucas Lucco, Henrique & Diego e Thiaguinho                                | Multishow - Música Boa Ao Vivo         |
| 2015 | "Proposta Indecente" (Cheiro de Amor part. Lucas Lucco)                                            | Single Promocional                     |
| 2015 | "Amo Até No Céu" (Gabriel Gava part. Gusttavo Lima, Lucas Lucco e Israel Novaes)                   | Single em homenagem a Cristiano Araújo |
| 2015 | "Se Produz" (Dennis DJ part. Lucas Lucco)                                                          | Na Farra                               |
| 2015 | "Minha Sina" (Nego do Borel part. Lucas Lucco)                                                     | Nego Resolve                           |
| 2015 | "O Amor Ta Aí" (Neymar Jr. part. Lucas Lucco, e vários artistas )                                  | Single em prol do Instituto Neymar Jr. |
| 2016 | "Palmas" (Thiaguinho part. Lucas Lucco)                                                            | VamoQVamo                              |

### Trilha Sonora
| Ano  | Título                                                   | Álbum                  |
| ---- | -------------------------------------------------------- | ---------------------- |
| 2014 | "Moleque Danado" (Oba Oba Samba House part. Lucas Lucco) | Malhação Nacional 2014 |

### Álbum com compilações
| Ano  | Título                                                   | Álbum                       |
| ---- | -------------------------------------------------------- | --------------------------- |
| 2015 | "Llanto Agradecido" (Ricardo Montaner part. Lucas Lucco) | Lo Mejor de Lo Mejor - 2014 |

### Canções sem álbum
| Ano  | Título                             |
| ---- | ---------------------------------- |
| 2011 | "Amor Bipolar"                     |
| 2012 | "Seu Tempo Acabou"                 |
| 2013 | "Ninguém Podia Prever"             |
| 2013 | "É treta"                          |
| 2013 | "Chulep"                           |
| 2014 | "De Mão em Mão"                    |
| 2014 | "Sua Linda" (Part. Wesley Safadão) |
| 2015 | "Yellow"                           |

### Composições
| Ano  | Título  | Artista           |
| ---- | ------- | ----------------- |
| 2012 | "Fobia" | Israel & Rodolffo |

## Turnê
| Ano        | Título            |
| ---------- | ----------------- |
| 2013-atual | Turnê Lucas Lucco |